# پاددگرنامی
پاددگرنامی (به انگلیسی: Anti-aliasing) یک روش برای به حداقل رساندن واپیچیدگی‌های مصنوعی در پردازش سیگنال دیجیتال، است که هنگام ارائه به یک تصویر با تفکیک‌پذیری بالا به یک تصویر با تفکیک‌پذیری پایین به عنوان ناصافی (Aliasing) شناخته می‌شود. پاددگرنامی در عکاسی دیجیتال، گرافیک‌های رایانه‌ای، صداهای دیجیتالی و کاربردهای دیگر استفاده می‌شود. اصطلاح پاددگرنامی برای پاک کردن اجزا سیگنالی که بسامد بالاتری از قابلیت دستگاه نمونه‌سازی یا ضبط کننده دارد، استفاده می‌شود.

### دگر نام‌ها
- ضدپلگی
- حذف پله‌پلگی
- آنتی الیاسینگ

## مثال
| (a) | (b)     | (c) |
|     | شکل (۱) |     |

شکل a نمونه‌ای از واپیچیدگی بصری را در هنگامی که ضدپلگی استفاده شده را نشان می‌دهد. توجه شود که در نزدیکی بالای تصویر، وقتی صفحه شطرنجی خیلی دور می‌شود، تصویر به سختی تشخیص داده می‌شود و تصویر زیبا و جذاب نیست. برای مقایسه، شکل b یک نسخه پلگی‌زدوده را نشان می‌دهد. تصویر c یک الگوریتم ضدپلگی دیگر را نشان می‌دهد که از الگوریتم تصویر b بهتر است.